# Metopius senegalensis
Metopius senegalensis là một loài tò vò trong họ Ichneumonidae.